# شبح درون پوسته: خیزش
شبح درون پوسته: خیزش (ژاپنی: 攻殻機動隊 ARISE هپبورن: Kōkaku Kidōtai Araizu) که همچنین در ژاپن تحت عنوان پلیس ضد شورش زرهی سیار: خیزش (به انگلیسی: Mobile Armored Riot Police: Arise) شناخته می‌شود، یک اووی‌ای و مجموعه تلویزیونی انیمه ژاپنی است که به عنوان نسخهٔ بازانگاری فرنچایز شبح درون پوسته اثر ماسامونه شیرو محسوب می‌شود. این مجموعه از طراحی جدیدی برای شخصیت‌هایش برخوردار است و کارگردانی آن را کازوچیکا کیسه، فیلمنامه را تو اوبوکاتا و موسیقی آن را کرنیلیس بر عهده دارند. داستان مجموعه در سال ۲۰۲۷ روایت می‌شود، جایی که بسیاری از مردم در کشورهای پیشرفته بواسطهٔ اندام ساختگی تبدیل به سایبورگ شده‌اند. داستان مجموعه در شهر خیالی نیوپورت در کشور ژاپن، و به دنبال موتوکو کوساناگی جوانتر قبل از تشکیل «بخش امنیت عمومی ۹»  را روایت می‌کند.
شبح درون پوسته: خیزش - معماری جایگزین، که تلفیق دوبارهٔ چهار قسمت اصلی از اووی‌ای در قالب تلویزیون است، از ۵ آوریل الی ۱۴ ژوئن ۲۰۱۵ در نه شبکه پخش شد. یک فیلم سینمایی انیمیشنی تحت عنوان شبح درون پوسته: فیلم جدید که دنبالهٔ این سری به‌شمار می‌رود، در ژوئن ۲۰۱۵ در کشور ژاپن اکران شد.